# 阿劳卡尼亚 (历史地区)

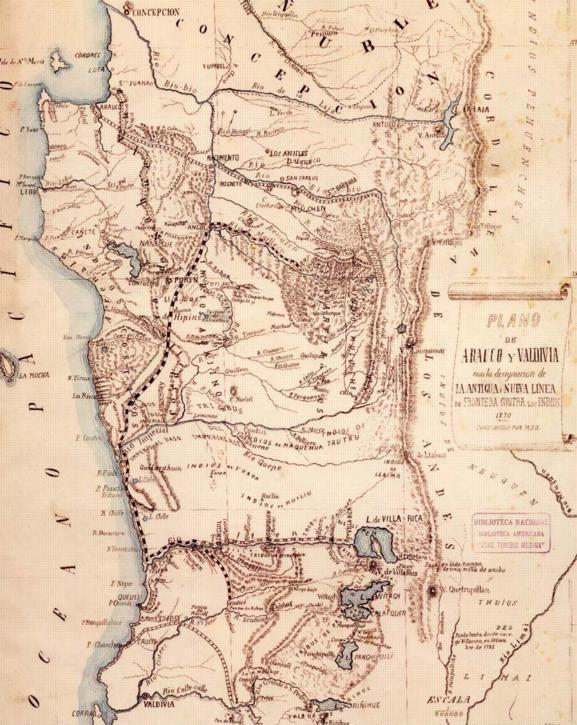
地图显示了马普切人的阿劳卡尼亚的“旧”边境和1870年通过占领阿劳卡尼亚而确立的“新”边境。

阿劳卡尼亚（Araucanía或Araucana）是18世纪的马普切人中的伍卢切人（西班牙语亦称其为阿劳卡尼亚人，Araucanos）在智利所生活的地区的西班牙语名字。在西班牙人征服智利之前，伍卢切人的这片土地处在伊塔塔河与托尔滕河之间。在阿劳卡尼亚战争期间，在1598年的库拉拉巴战役之后，随着伍卢切人与威利切人的大起义，西班牙人被赶出比奥比奥河以南地區。在许多年的进一步的战事之后，阿劳卡尼亚的範圍终于被西班牙人承认，即比奥比奥河与托尔滕河之间。阿劳卡尼亚这一旧地区现在分成了智利的比奥比奥大区和阿劳卡尼亚大区。

## 资料
- 费利佩·戈麦斯·德·比道雷，智利王国地理、自然和国民史·第二部；智利历史学家集，第十五部，埃尔西利亚出版社，圣地亚哥，1889 （页面存档备份，存于）. （西班牙文） 原文来自密歇根大学，数字化于2005年8月4日（智利历史 1535-1764）。
- 胡安·伊格纳西奥·莫利纳，智利地理、自然和国民史·第二部，朗文、赫斯特、雷斯、奥姆等公司出版，伦敦，1809 （页面存档备份，存于）. （英文）